# Giải MAMA cho Bài hát của năm
Giải MAMA cho Bài hát của năm (tiếng Hàn: 올해의 노래상; Romaja: Olhaeui noraesang), trước đây là Giải thưởng Âm nhạc Châu Á Mnet cho Bài hát của năm,  là một giải thưởng được trao hàng năm tại lễ trao giải MAMA, một giải thưởng âm nhạc Hàn Quốc được tổ chức bởi Mnet. Một trong bốn giải daesang của MAMA, giải thưởng này bắt đầu được trao từ lần tổ chức thứ 8 của lễ trao giải–khi đó có tên là Mnet KM Music Festival–vào năm 2006.
Trước năm 2021, các tiêu chí của giải thưởng này bao gồm 20% bình chọn trục tuyến, 40% đánh giá chuyên môn, 30% doanh số nhạc số, và 10% doanh số đĩa cứng. Năm 2021, tiêu chí bình chọn của người hâm mộ bị loại bỏ. Hiện tại, các tiêu chí của giải bao gồm 40% đánh giá chuyên môn của ban giám khảo và 60% số lượt tải về và stream (40% từ số liệu ở Hàn Quốc và 20% từ số liệu toàn cầu).
Giải thưởng này được trao lần đầu tiên cho SG Wannabe với bài hát "Partner for Life" vào năm 2006. Twice và BTS là các nghệ sĩ giành được giải thưởng nhiều lần nhất (3 lần), xếp sau đó là Big Bang và 2NE1 với 2 giải. IU và BTS là nghệ sĩ được đề cử nhiều lần nhất (6 lần), xếp sau đó là EXO với 5 đề cử.

## Danh sách nghệ sĩ được đề cử và giành chiến thắng

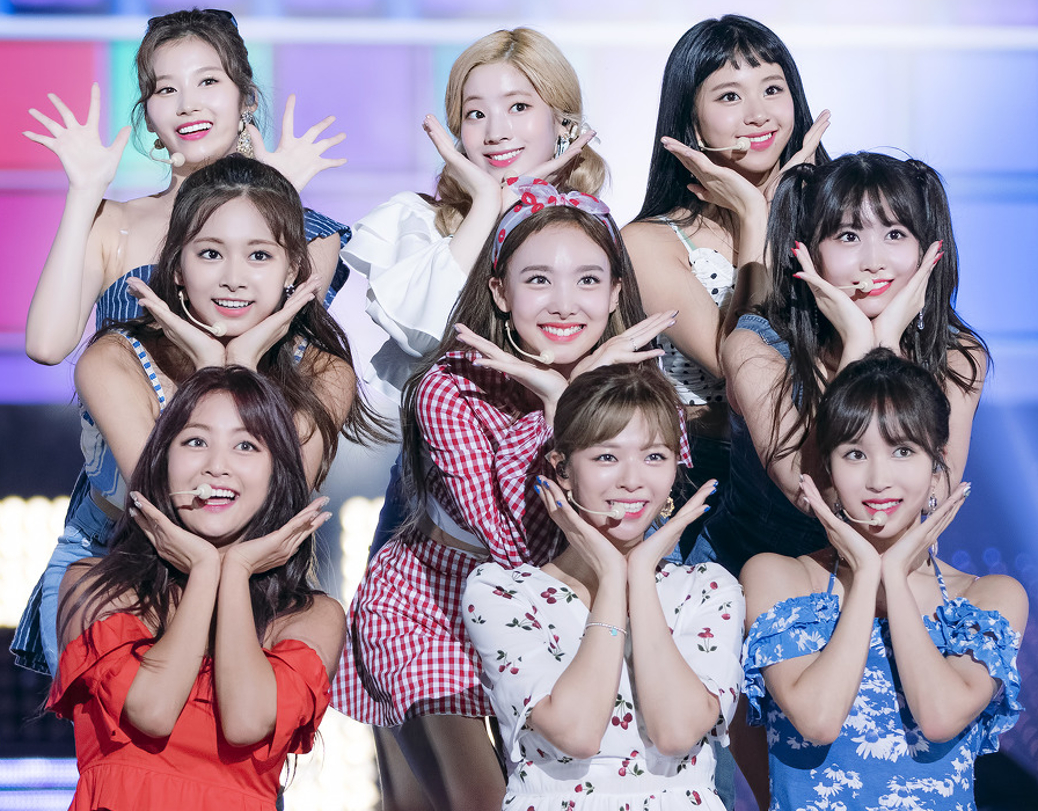
Twice đã giành chiến thắng 3 lần vào các năm 2016, 2017 và 2018

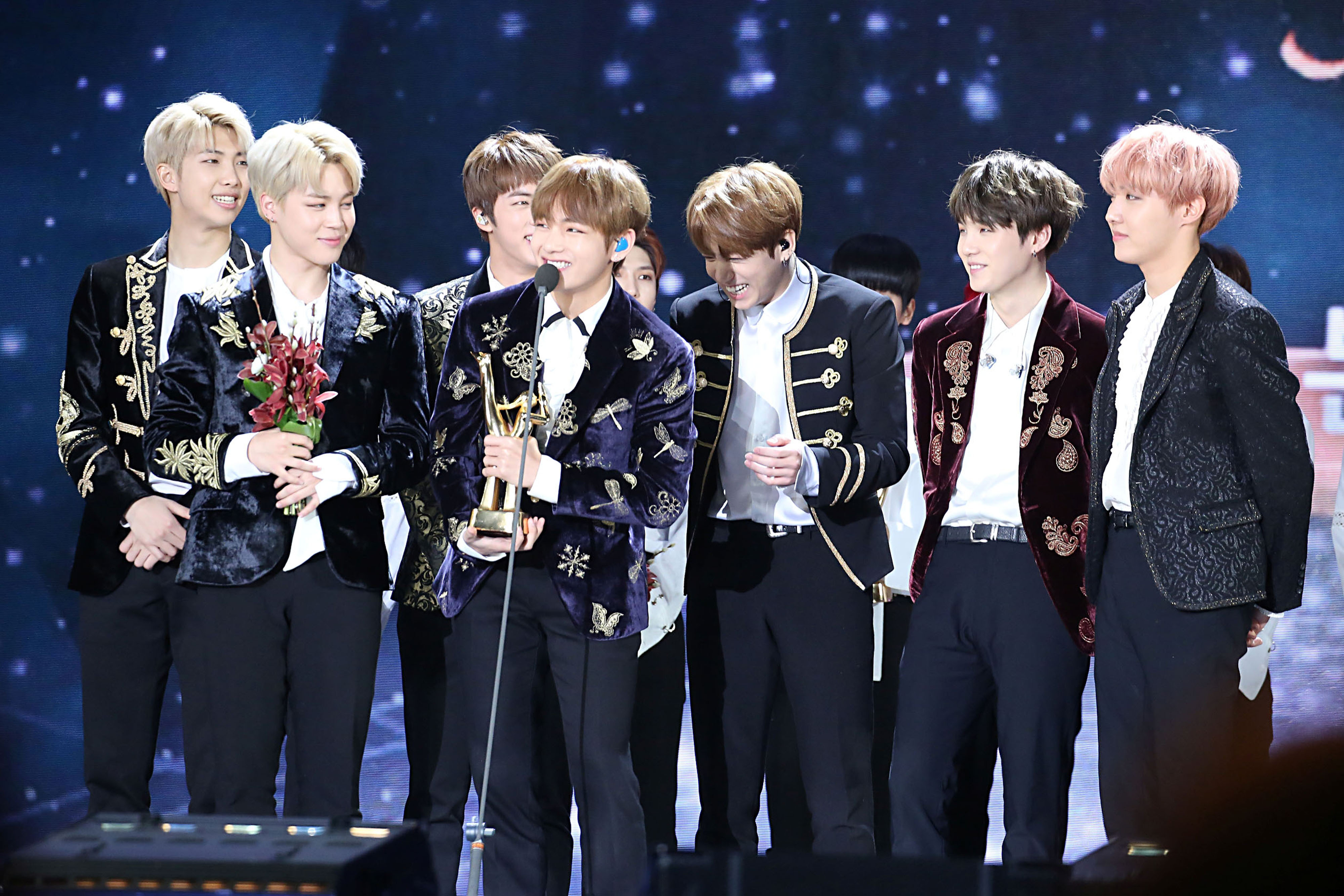
BTS đã giành chiến thắng 3 lần với "Boy with Luv" (2019), "Dynamite" (2020) và "Butter" (2021)

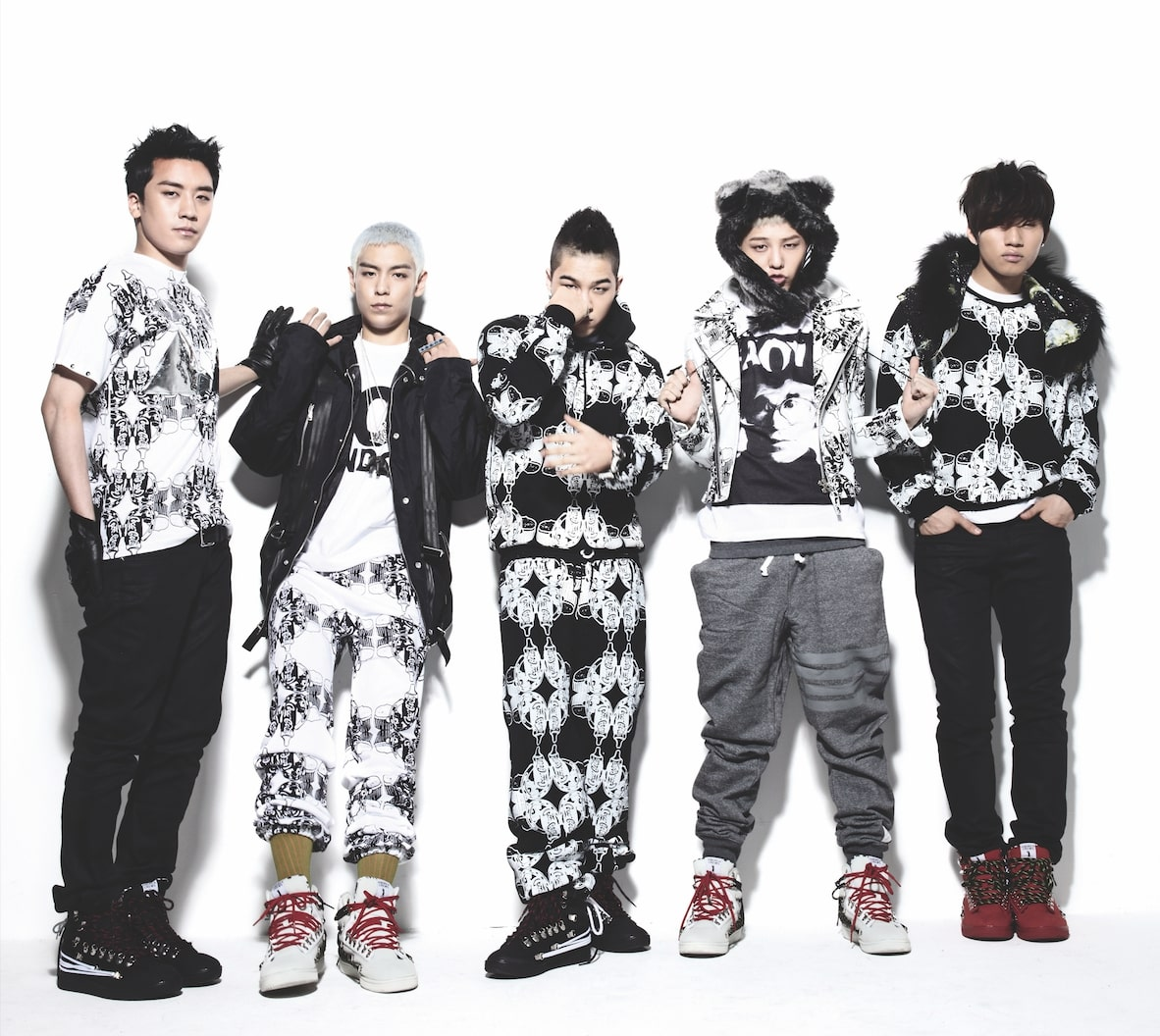
Big Bang đã giành chiến thắng 2 lần vào năm 2007 với "Lies" và vào năm 2015 với "Bang Bang Bang"

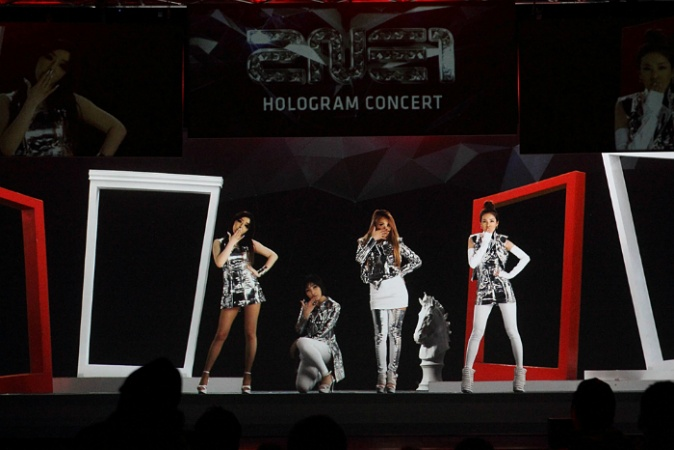
2NE1 đã giành chiến thắng 2 lần vào năm 2009 với "I Don't Care" và vào năm 2011 với "I Am the Best"

### Thập niên 2000
| Năm         | Nghệ sĩ giành chiến thắng | Bài hát            | Đề cử | Chú thích     |
| ----------- | ------------------------- | ------------------ | --- | ------------- |
| 2006 (8th)  | SG Wannabe                | "Partner for Life" | - Baek Ji-young – "I Won't Love" - Buzz – "You Don't Know Man" - TVXQ – "'O'-Jung.Ban.Hap." - Vibe – "That Man, That Woman" | [ 6 ] [ 7 ]   |
| 2007 (9th)  | Big Bang                  | "Lies"             | - Epik High – "Fan" - Ivy – "Sonata Of Temptation" - SG Wannabe – "Arirang" - Yangpa – "Love... What Is It?"                | [ 8 ] [ 9 ]   |
| 2008 (10th) | Wonder Girls              | "Nobody"           | - Big Bang – "Haru Haru" - Epik High – "One" (ft. Ji Sun) - Lee Hyori – "U-Go-Girl" - TVXQ – "Mirotic"                      | [ 10 ] [ 11 ] |
| 2009 (11th) | 2NE1                      | "I Don't Care"     | Không công bố danh sách đề cử                                                                                               | [ 12 ]        |

### Thập niên 2010
| Năm         | Nghệ sĩ giành chiến thắng | Bài hát              | Đề cử | Chú thích     |
| ----------- | ------------------------- | -------------------- | --- | ------------- |
| 2010 (12th) | Miss A                    | "Bad Girl Good Girl" | - 2AM – "Can't Let You Go Even If I Die" - 2NE1 – "Can't Nobody" - 2PM – "I'll Be Back" - DJ Doc – "I'm This Kind of Person" | [ 13 ] [ 14 ] |
| 2011 (13th) | 2NE1                      | "I Am the Best"      | - Baek Ji-young – "That Woman" - Beast – "Fiction" - IU – "Good Day" - Leessang – "Turned off the TV"                        | [ 15 ] [ 16 ] |
| 2012 (14th) | Psy                       | "Gangnam Style"      | - Busker Busker – "Cherry Blossom Ending" - IU – "You & I" - Sistar – "Alone" - Super Junior – "Sexy, Free & Single"         | [ 17 ] [ 18 ] |
| 2013 (15th) | Cho Yong-pil              | "Bounce"             | - Busker Busker – "First Love" - Crayon Pop – "Bar Bar Bar" - Girls' Generation – "I Got a Boy" - Psy – "Gentleman"          | [ 19 ] [ 20 ] |
| 2014 (16th) | Taeyang                   | "Eyes, Nose, Lips"   | - Exo – "Overdose" - Girl's Day – "Something" - IU – "Friday" - Sistar – "Touch My Body"                                     | [ 21 ] [ 22 ] |
| 2015 (17th) | Big Bang                  | "Bang Bang Bang"     | - Exo – "Call Me Baby" - Park Jin-young – "Who's Your Mama?" - Taeyeon – "I" - Zion.T – "Eat"                                | [ 23 ] [ 24 ] |
| 2016 (18th) | Twice                     | "Cheer Up"           | - BTS – "Blood Sweat & Tears" - Exo – "Monster" - GFriend – "Rough" - Zico – "I Am You, You Are Me"                          | [ 25 ] [ 26 ] |
| 2017 (19th) | Twice                     | "Signal"             | - Exo – "Ko Ko Bop" - Heize – "You, Clouds And Rain" - IU – "Through the Night" - Red Velvet – "Red Flavor"                  | [ 1 ] [ 27 ]  |
| 2018 (20th) | Twice                     | "What Is Love?"      | - Blackpink – "Ddu-Du Ddu-Du" - BTS – "Fake Love" - iKon – "Love Scenario" - Mamamoo – "Starry Night"                        | [ 28 ] [ 29 ] |
| 2019 (21st) | BTS                       | "Boy with Luv"       | - Blackpink – "Kill This Love" - Chungha – "Gotta Go" - Exo – "Tempo" - Twice – "Fancy"                                      | [ 30 ] [ 31 ] |

### Thập niên 2020
| Năm         | Nghệ sĩ giành chiến thắng | Bài hát     | Đề cử | Chú thích     |
| ----------- | ------------------------- | ----------- | --- | ------------- |
| 2020 (22nd) | BTS                       | "Dynamite"  | - Blackpink – "How You Like That" - Red Velvet – "Psycho" - IU – "Blueming" - Zico – "Any Song"                             | [ 32 ] [ 33 ] |
| 2021 (23rd) | BTS                       | "Butter"    | - Aespa – "Next Level" - Lee Mu-jin – "Traffic Light" - IU – "Celebrity" - Oh My Girl – "Dun Dun Dance"                     | [ 34 ]        |
| 2022 (24th) | Ive                       | "Love Dive" | - (G)I-dle – "Tomboy" - Blackpink – "Pink Venom" - BTS – "Yet to Come (The Most Beautiful Moment)" - NewJeans – "Attention" |               |
| 2023 (25th) | NewJeans                  | "Ditto"     | - (G)I-dle – "Queencard" - Ive – "I Am" - Jisoo – "Flower" - Jungkook – "Seven" (feat. Latto)                               |               |

## Kỷ lục

### Nhiều lần đoạt giải nhất
| Số lần đoạt giải | Nghệ sĩ           |
| ---------------- | ----------------- |
| 3                | - BTS - Twice     |
| 2                | - Big Bang - 2NE1 |

### Nhiều đề cử nhất
| Số đề cử | Nghệ sĩ |
| -------- | --- |
| 6        | - IU - BTS |
| 5        | - Exo |
| 4        | - Twice - Blackpink                                                                                               |
| 3        | - Big Bang - 2NE1                                                                                                 |
| 2        | - (G)I-dle - Ive - NewJeans - Red Velvet - Zico - Sistar - Psy - Busker Busker - Baek Ji-young - TVXQ - Epik High |